# Geografia Croației

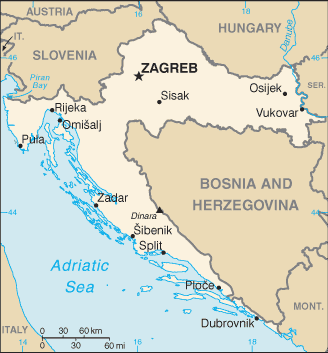
Harta Croației

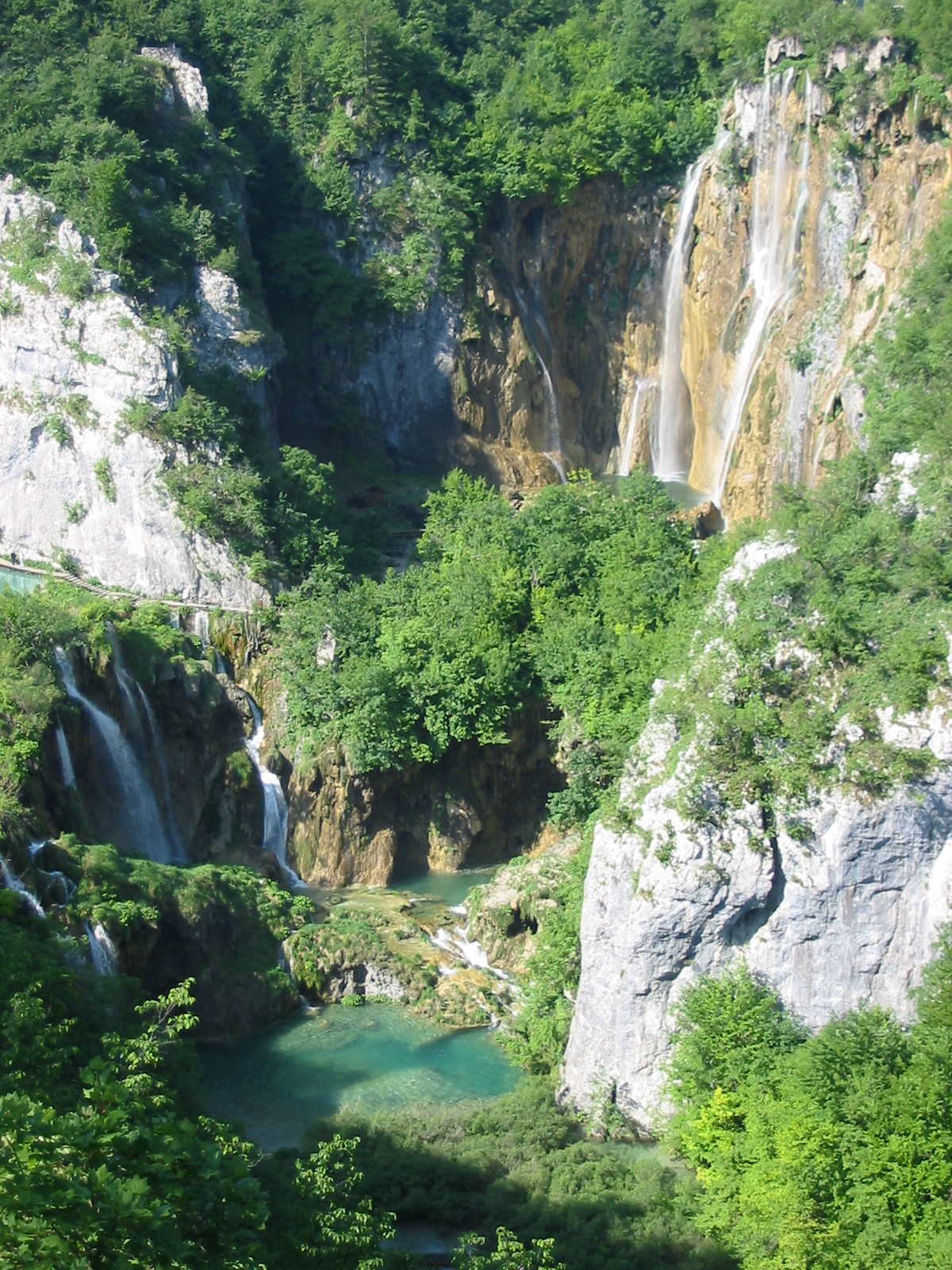
Lacurile Plitvice, monument universal UNESCO

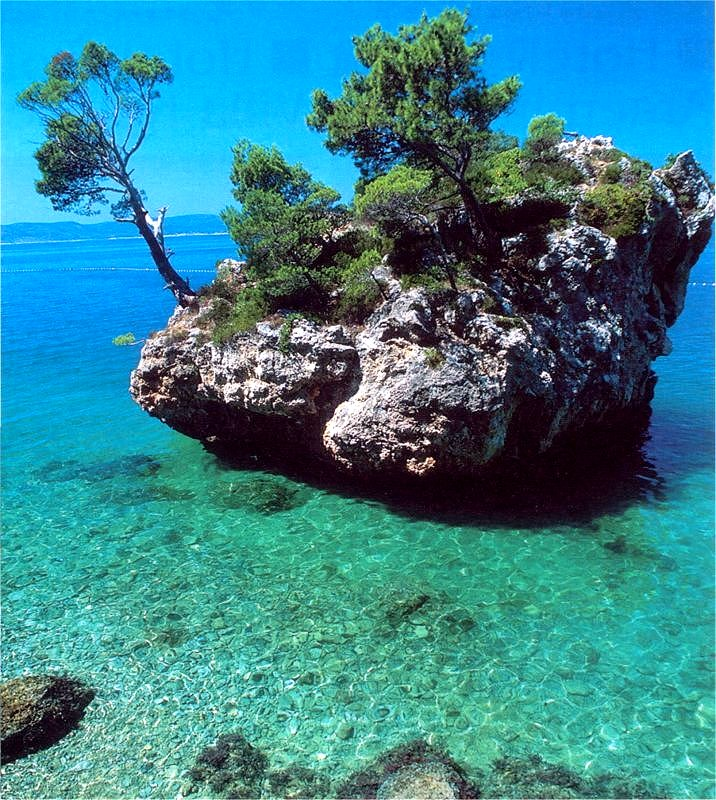
Brela, Sudul Dalmației

Croația este o țară situată în Peninsula Balcanică, Europa de Sud. Are numeroși vecini: Slovenia, Ungaria, Serbia, Muntenegru, Bosnia și Herțegovina, și Italia. Teritoriul său continental este împărțit în două părți separate, datorită ieșirii la Marea Adriatică pe care Bosnia și Herțegovina o are prin lungă tradiție la Neum.
Relieful Croației este format din mai multe trepte de relief, în funcție de regiune. Câmpiile, lacurile și dealurile sunt concentratate în nord și nord-est (regiunile Croația Centrală și Slavonia, părți din Câmpia Panoniei). Relieful muntos este preponderent concentrat în sud, și este format din diferiți munți împăduriți, precum Lika, Gorski Kotar și Alpii Dinarici. Litoralul Mării Adriatice este stâncos și cuprinde coastele adriatice ale regiunilor Istria și Dalmația. Numeroasele insule posedate de Croația în Marea Adriatică sunt paralele cu uscatul, fiind cunoscsute sub denumirea de "țărm dalmatin". 
Clima este temperat-continentală în N și E, mediteraneană pe coastă și montană în zona centrală și sudică.